# Clusia quadrangula
Clusia quadrangula là một loài thực vật có hoa trong họ Bứa. Loài này được Bartlett mô tả khoa học đầu tiên năm 1907.